# موليت ديل فاليس
بلدية موليت ديل باليس (بالكاتالانية: Mollet del Vallès) هي إحدى بلديات مقاطعة برشلونة، والتي تقع في منطقة كاتالونيا، شرق إسبانيا.
يبلغ عدد سكانها 51.365 نسمة وفقاً لإحصائية سنة (2007).

## توأمة
لموليت ديل فاليس اتفاقيات توأمة مع كل من:
- ريفولي
- San Juan de Cinco Pinos [الإنجليزية]‏
- رافنسبورغ [10]

## أعلام
- اليكسيا بتيلاس
- جوزيب ماريا بو
- جوزيب غونزالفو
- بيري تاراديياس كامارا
- بول ليرولا